# Skate Canada 1987
Navigation
Édition précédente Édition suivante
Le Skate Canada (ou Internationaux Patinage Canada) est une compétition internationale de patinage artistique qui se déroule au Canada au cours de l'automne. Il accueille des patineurs amateurs de niveau senior dans quatre catégories: simple messieurs, simple dames, couple artistique et danse sur glace.
Le quatorzième Skate Canada est organisé du 29 octobre au 1er novembre 1987 à Calgary dans la province de l'Alberta. 
Ce Skate Canada est également l'événement test pour les compétitions de patinage artistique des Jeux olympiques d'hiver de 1988.

## Résultats

### Messieurs
| Rang    | Nom                 | Pays                 | Points | Fig. impo. | Prog. court | Prog. libre |
| ------- | ------------------- | -------------------- | ------ | ---------- | ----------- | ----------- |
| 1       | Brian Orser         | Canada               | 2.0    | 1          | 1           | 1           |
| 2       | Brian Boitano       | États-Unis           | 4.0    | 2          | 2           | 2           |
| 3       | Viktor Petrenko     | Union soviétique     | 7.0    | 3          | 3           | 4           |
| 4       | Kurt Browning       | Canada               | 9.6    | 7          | 6           | 3           |
| 5       | Neil Paterson       | Canada               | 11.0   | 5          | 5           | 6           |
| 6       | Makoto Kano         | Japon                | 12.0   | 9          | 4           | 5           |
| 7       | Lars Dresler        | Danemark             | 16.8   | 8          | 10          | 8           |
| 8       | Frédéric Harpagès   | France               | 16.8   | 6          | 8           | 10          |
| 9       | Paul Robinson       | Royaume-Uni          | 17.2   | 11         | 9           | 7           |
| 10      | Peter Johansson     | Suède                | 20.4   | 11         | 12          | 9           |
| 11      | Oula Jääskeläinen   | Finlande             | 21.4   | 10         | 11          | 11          |
| Abandon | Richard Zander      | Allemagne de l'Ouest |        | 4          | 7           |             |
| Forfait | Grzegorz Filipowski | Pologne              |        |            |             |             |

### Dames
| Rang | Nom                   | Pays                 | Points | Fig. impo. | Prog. court | Prog. libre |
| ---- | --------------------- | -------------------- | ------ | ---------- | ----------- | ----------- |
| 1    | Debi Thomas           | États-Unis           | 2.6    | 2          | 1           | 1           |
| 2    | Elizabeth Manley      | Canada               | 3.4    | 1          | 2           | 2           |
| 3    | Joanne Conway         | Royaume-Uni          | 6.8    | 3          | 5           | 3           |
| 4    | Simone Koch           | Allemagne de l'Est   | 8.2    | 5          | 3           | 4           |
| 5    | Suzanne Becher        | Allemagne de l'Ouest | 13.2   | 4          | 7           | 8           |
| 6    | Natalia Skrabnevskaya | Union soviétique     | 14.2   | 10         | 8           | 5           |
| 7    | Tamara Teglassy       | Hongrie              | 14.8   | 8          | 10          | 6           |
| 8    | Masako Kato           | Japon                | 16.0   | 9          | 4           | 9           |
| 9    | Patricia Schmidt      | Canada               | 16.0   | 6          | 6           | 10          |
| 10   | Stéfanie Schmid       | Suisse               | 17.2   | 11         | 9           | 7           |
| 11   | Željka Čižmešija      | Yougoslavie          | 19.6   | 7          | 11          | 11          |
| 12   | Elina Hanninen        | Finlande             | 24.0   | 12         | 12          | 12          |

### Couples
| Rang | Nom                                 | Pays                 | Points | Prog. court | Prog. libre |
| ---- | ----------------------------------- | -------------------- | ------ | ----------- | ----------- |
| 1    | Christine Hough / Doug Ladret       | Canada               | 2.2    | 3           | 1           |
| 2    | Elena Kvitchenko / Rashid Kadyrkaev | Union soviétique     | 2.4    | 1           | 2           |
| 3    | Katy Keely / Joseph Mero            | États-Unis           | 3.8    | 2           | 3           |
| 4    | Cheryl Peake / Andrew Naylor        | Royaume-Uni          | 5.6    | 4           | 4           |
| 5    | Katherine Kates / Robert Kates      | Canada               | 7.4    | 6           | 5           |
| 6    | Sonja Adalbert / Daniele Caprano    | Allemagne de l'Ouest | 8.8    | 7           | 6           |
| 7    | Lenka Knapova / René Novotný        | Tchécoslovaquie      | 9.0    | 5           | 7           |

### Danse sur glace
| Rang    | Nom                                    | Pays                 | Points | Danse imposée | Danse originale | Danse libre |
| ------- | -------------------------------------- | -------------------- | ------ | ------------- | --------------- | ----------- |
| 1       | Tracy Wilson / Robert McCall           | Canada               | 2.0    | 1             | 1               | 1           |
| 2       | Kathrin Beck / Christoff Beck          | Autriche             | 4.0    | 2             | 2               | 2           |
| 3       | Lia Trovati / Roberto Pelizzola        | Italie               | 6.6    | 4             | 3               | 3           |
| 4       | Sharon Jones / Paul Askham             | Royaume-Uni          | 7.4    | 3             | 4               | 4           |
| 5       | Karyn Garossino / Rod Garossino        | Canada               | 10.0   | 5             | 5               | 5           |
| 6       | Susan Wynne / Joseph Druar             | États-Unis           | 12.0   | 6             | 6               | 6           |
| 7       | Jo-Anne Borlase / Martin Smith         | Canada               | 14.0   | 7             | 7               | 7           |
| 8       | Doriane Bontemps / Amaury Dalongeville | France               | 16.0   | 8             | 8               | 8           |
| 9       | Monica MacDonald / Rodney Clarke       | Australie            | 18.0   | 9             | 9               | 9           |
| Forfait | Antonia Becherer / Ferdinand Becherer  | Allemagne de l'Ouest |        |               |                 |             |
| Forfait | Klára Engi / Attila Tóth               | Hongrie              |        |               |                 |             |
| Forfait | Viera Řeháková / Ivan Havránek         | Tchécoslovaquie      |        |               |                 |             |
| Forfait | Marina Klimova / Sergueï Ponomarenko   | Union soviétique     |        |               |                 |             |

## Sources
- Podiums et résultats des patineurs canadiens sur le site de Patinage Canada
- (en) « The 1987 Skate Canada International Competition », sur skateguard1.blogspot.com
- (en) « SKATE CANADA », sur usfsa.xmlmanager.qg.com